# The Outside Agency
The Outside Agency, également abrégé TOA, est un groupe de techno hardcore néerlandais, originaire de Goes. Il comprend Noël Wessels (également connu sous le nom de DJ Hidden (en)) et Frank Nitzinsky (également connu sous le nom de Eye-D (en)). Le duo opère depuis leurs studios basés à Goes, aux Pays-Bas. Il dirige également deux labels : Genosha Recordings et Genosha One Seven Five.

## Biographie
Wessels et Nitzinsky se présentent l'un à l'autre à la fin de 1991. À cette époque, tous deux pensaient être les seuls à composer de la musique hardcore house,. Peu après s'être rencontré, ils travaillent ensemble et se forme un duo musical appelé X-Factor. En 1996, après quelques années passées à envoyer des démos, ils finissent par passer un contrat avec Coolman Records. La même démo qu'ils avaient envoyé au label Coolman est également repérée quelques semaines plus tard Mokum Records, label dans lequel le duo signera également. Le duo décide de choisir le nom de groupe 'The Outside Agency' pour Mokum Records, et laisse le nom de X-Factor exclusivement pour Coolman Records. 
Début 1998, la scène hardcore connaît de profonds bouleversements, et The Outside Agency, ne sentant plus à l'aise dans ce genre musical, décide de passer au drum & bass sous les noms de DJ Hidden (en) et Eye-D (en). Les deux diffusent leurs œuvres quelques mois plus tard aux labels Black Monolith Records et Otaku Records. Elles sont remarquées par Patrick van Kerckhoven, qui leur offrent la chance d'intégrer la compagnie Cardiac Music en 2003. Le label qu'ils créent, Genosha Recordings, grandit rapidement en popularité, et devient l'un des labels de hardcore « experimental industrial » les plus respectés de la scène hardcore,,.  

## Musique et style
Le style musical de The Outside Agency n'est pas facilement caractérisé, car ayant produit une large variété de musiques hardcore qui ont influencé de nombreux autres genres musicaux. Ils produisent également leur musique un degré variable de tempo, oscillant entre 110  et   280 BPM. Les seuls éléments sonores constamment utilisé par ces artistes sont des sons dark et brooding qu'ils ajoutent à leurs musiques. Ils ont également et séparément collaboré dans de nombreuses compositions en collaboration avec d'autres artistes.
Les deux gagnent en popularité grâce à leur style qu'ils nomment « crossbreed ». Ils utilisaient quelques éléments drum & bass dans leurs productions hardcore et leurs DJ sets, mais leurs musiques sur Genosha Recordings et leurs apparitions sur d'autres labels n'ont cessé de gagner de l'influence. Chaque musique était entièrement composée de hardcore et de drum & bass. Nitzinsky et Wessels décident de donner un nom à ce style qui leur est propre : crossbreed ; et fondent  un sous-label de Genosha Recordings uniquement créé pour la musique crossbreed : Genosha One Seven Five. Il s'agit du premier label du genre grandissant en popularité grâce aux compositions mixées drum & bass et hardcore. La musique crossbreed s'est par la suite grandement popularisé, et de nombreux labels et artistes indépendants en ont fait leur style,,,,.
Malgré la popularité de la musique crossbreed, The Outside Agency ne s'implique pas totalement dans le genre. Cela peut être confirmé en écoutant leur album commercialisé en 2012 intitulé The Dogs Are Listening au label allemand Ad Noiseam, qui n'inclut que deux pistes crossbreed et voit le duo toucher à tous les degrés de tempos qu'ils produisent actuellement.

## Performances
The Outside Agency s'est déjà produit sur la scène musicale internationale. Dans le passé, ils se sont construit une notoriété grandissante à travers des festivals désormais réputés tels que Thunderdome, Decibel, Defqon.1, Q-Base, Therapy Sessions, Club r_AW et Mystery Land. Ils utilisent leurs propres compositions, et celles d'autres artistes.

## Discographie
The Outside Agency possède une discographie variable,.

### Albums studio
- 2005 : Scenocide 101 (2xCD) sur Genosha Recordings
- 2010 : Scenocide 202 (2xCD) sur Genosha Recordings
- 2012 : The Dogs Are Listening (CD+G) sur Ad Noiseam

### Singles et EP
- 1996 : The Outside Agency EP sur Mokum Records
- 1997 : The Case of the Black Bubbles sur Mokum Records
- 1998 : We Are As Fresh As Ice Is Cold sur Mokum Records
- 2001 : In Theory Everything Is Straight sur Black Monolith Records
- 2003 : The Art of Penetrating Without Penetrating sur Black Monolith Records
- 2003 : The Coconut Revolution sur Otaku Records
- 2003 : There Can Be Only None sur Genosha Recordings
- 2003 : Goes Noord vs. The Rest of the World sur Genosha Recordings
- 2004 : Weapons of Ass Destruction vol. 3 sur Genosha Recordings
- 2005 : Flip-Flops in the Mosh Pit sur Genosha Recordings
- 2005 : Hostile Place (avec Celsius) sur Epileptik Productions
- 2005 : Screaming Phoenix VIP sur Enzyme VIP
- 2005 : Scenocide 101 Album Sampler with Awesome Title sur Genosha Recordings
- 2005 : Motherfucking Ants sur Genosha Recordings
- 2005 : Necropsych on 46 Records
- 2005 : War in the 8th Dimension sur Genosha Recordings
- 2006 : 10 Inches of What? sur Genosha Recordings
- 2006 : The Neutralizing Agent sur Provoke Records
- 2006 : No, We Don’t Want You to Clap Your Fucking Hands sur Genosha Recordings
- 2006 : Brainpainter sur Meta4 Recordings
- 2007 : Our Fear sur Aentitainment
- 2007 : The Way of the Exploding Fist sur Hong Kong Violence
- 2007 : The Easy Money Remix EP sur Genosha Recordings
- 2007 : Return of the Revenge of the Dark Alley Space Vampires sur Genosha Recordings
- 2007 : Forever Is a Long Time Coming sur Genosha Recordings
- 2008 : Goes Noord vs the Rest of the World II sur Genosha Recordings
- 2008 : Un Titre En Francais Intensement Profond Et Compliqué Que Vous Ne Comprendrez Jamais sur B2K Records
- 2009 : Reality Collapse/Hell's Basement sur Independenza Records
- 2009 : The Quadrilogy EP sur NGM Records
- 2009 : Surreal / Chaos Theory sur Genosha One Seven Five
- 2009 : Return to the Point of No Return sur Symp.TOM
- 2009 : Scandinavian Chess sur TNI
- 2010 : Crossbreed Definition Series part 1 (avec Cooh et SPL) sur Genosha One Seven Five
- 2010 : Hardcore Beyond the Bone sur Genosha Recordings
- 2010 : Crossbreed Definition Series part 2 (avec Counterstrike et Donny) sur Genosha One Seven Five
- 2010 : The Solution / Wait Your Turn sur Killing Sheep
- 2010 : Crossbreed Definition Series part 3 (avec Current Value et Switch Technique) sur Genosha One Seven Five
- 2010 : Choice Mission sur Meta4 Recordings
- 2010 : The Flux Capacitor / Destruction sur Smackdown Recordings
- 2011 : Undermind / Pacifists (avec Sei2ure) sur Genosha One Seven Five
- 2011 : Primitive / Scintillate (avec DJ Hidden) sur Sustained Records
- 2011 : Unmade World sur TNI
- 2011 : Cross sur Nekrolog1k Recordings
- 2011 : The Moment sur Union Recordings
- 2012 : Favorite Sin / This Never Happened (avec Peter Kurten et Katharsys and Forbidden Society) sur Genosha One Seven Five
- 2012 : The Price Is Right / Ghetto Blast sur PRSPCT XTRM
- 2012 : The Disputed Kings of Industrial (avec Ophidian) sur Genosha Recordings
- 2012 : Headphone Wisdom / Don't Fear the Darkness (avec DJ Hidden) sur Union Recordings
- 2012 : Perfect Organism (avec Sinister Souls) sur PRSPCT Recordings